# Découpage électoral
 (mars 2018).
Si vous disposez d'ouvrages ou d'articles de référence ou si vous connaissez des sites web de qualité traitant du thème abordé ici, merci de compléter l'article en donnant les références utiles à sa vérifiabilité et en les liant à la section « Notes et références ».
Le découpage électoral est le mécanisme par lequel le territoire national est subdivisé en circonscriptions électorales, destinées à permettre et favoriser l'expression des citoyens par le vote.

## Principe
De nombreux modes de scrutin, dans divers pays, fonctionnent sur la base d'un tel découpage :
- en France : élections législatives en France, élections sénatoriales, élections cantonales, élections municipales des trois plus grandes villes (loi PLM) ;
- aux États-Unis : les élections des assemblées ou des postes locaux, à tous les niveaux, le scrutin majoritaire étant généralisé.
- au Royaume-Uni, en Australie : élections législatives (liste non exhaustive)
- au Japon : élections des deux chambres de la Diète.

L'intérêt du découpage local est de permettre de décider localement les problèmes locaux.
Consulter des citoyens sur un problème qui ne les touche pas risque en effet d'être inutile, voire néfaste si la population locale est la seule à souffrir de décisions prises à un niveau plus global.

## Évolutions
La population du pays variant dans le temps et l'espace, le découpage en circonscription doit évoluer afin d'essayer de maintenir un nombre de représentant par électeur identique dans toutes les circonscriptions.
Cette tâche peut s'avérer délicate, d'autant plus que les divers partis en lice soupçonnent souvent tout nouveau découpage d'être un charcutage destiné à leur nuire (voir paragraphe suivant sur les limites du découpage).
Ainsi, l'Angleterre du XIXe siècle met plusieurs décennies à régler le scandale des « bourgs pourris » (à la suite de la révolution industrielle, des régions rurales complètement dépeuplées par l'exode rural désignent plusieurs députés alors que les nouveaux grands centres industriels comme Liverpool ou Manchester n'en ont qu'un).
En France, le découpage en vigueur jusqu'en 2012 date de 1986 : effectué par Charles Pasqua, il n'est pas exempt de tous reproches. Le conseil constitutionnel réclame depuis 1998 qu'il soit réformé pour tenir compte des évolutions démographiques. Il réitère cette demande depuis de nombreuses années, jugeant un nouveau découpage « impératif » lors de son dernier rappel en 2007. Entretemps, les lois d'Outre-mer de février 2007 créent deux nouveaux sièges, à Saint-Martin et à Saint-Barthélémy. La réforme constitutionnelle de 2008 crée également 11 sièges pour représenter les Français de l'étranger. Après plusieurs reports, un nouveau découpage, lui aussi controversé, est présenté en juillet 2009 entre en vigueur lors des élections législatives de 2012. Il est nécessaire de savoir que, selon la loi du 11 décembre 1990, on ne peut modifier la carte électorale un an avant une échéance électorale.

## Problématique et difficultés du découpage électoral
Lorsque les élus issus du vote des circonscriptions électorales se retrouvent au Parlement pour s'exprimer à leur tour dans des votes, on s'attend logiquement à ce que ces élus locaux représentent fidèlement la volonté du corps électoral pris dans son ensemble. Aussi bien que pourrait le faire un système sans découpage comme un référendum (gagné à 51 %, il fait mécaniquement 49 % de mécontents).

### L'effet de seuil
Le cumul des voix pour un parti sur l'ensemble du territoire n'est pas possible car il y a des élections séparées. La subdivision d'un territoire en circonscriptions crée un phénomène de seuil, entraînant certains votes qui auraient conduit à l'attribution de sièges sans circonscription, à ne plus en attribuer.
Par exemple, lorsqu'il y a un seul siège à pourvoir par circonscription, le siège peut être remporté :
- les votes allant aux candidats perdants de la circonscription sont perdus alors qu'ils auraient pu constituer un siège en les cumulant à ceux d'autres circonscriptions.
- les nombreux votes qui offrent une large victoire au candidat gagnant sont en quelque sorte « gaspillés », alors qu'ils auraient pu apporter un appoint décisif dans d'autres circonscriptions.

Cet effet de seuil évolue selon le nombre de circonscriptions et le nombre de sièges par conscription :
- plus il y a de circonscriptions, plus il y a de seuils à affranchir (un par circonscription) et plus l'effet de « seuil » joue.
- contrebalancé par : plus il y a de sièges par circonscription, plus l'on se rapproche d'un scrutin proportionnel et moins l'effet de « seuil » joue.

### L'effet du découpage géographique
Ce problème peut en outre être volontairement exploité pour biaiser les élections grâce à un découpage ad-hoc des circonscriptions : on parle de charcutage ou de gerrymandering.
Pour illustrer ceci, considérons un pays fictif constitué de 100 habitants devant être découpé en 10 circonscriptions de 10 habitants chacune. Supposons que deux partis, les Rouges et les Bleus, s'affrontent dans un scrutin uninominal majoritaire à un tour et que les intentions de vote des habitants soient connues à l'avance : 40 sont pro-Bleu tandis que 60 sont pro-Rouge. Dans le cas idéal, 4 des 10 circonscriptions sont donc gagnées par les Bleus et 6 par les Rouges, de sorte à avoir parmi les représentants des circonscriptions le même rapport de force qu'au sein de tout l'électorat (voir dessin ci-dessous).

Découpage idéal (contours verts) : les circonscriptions sont gagnées (à droite) selon les mêmes proportions que dans l'électorat (à gauche), i.e., 4 Bleus pour 6 Rouges.

Mais il se peut que les circonscriptions soient découpées de sorte que les Rouges, majoritaires au sein de l'électorat, gagnent toutes les circonscriptions. Le parti Rouge sera donc sur-représenté (voir dessin ci-dessous).

Découpage biaisé en faveur du parti Rouge, qui remporte toutes les circonscriptions.

Inversement, il se peut que les circonscriptions soient découpées de sorte que les Rouges gagnent très largement 4 circonscriptions (on parle parfois de fief) mais perdent de peu les 6 autres. Le parti Rouge sera donc sous-représenté (voir dessin ci-dessous).

Découpage biaisé en faveur du parti Bleu, qui remporte plus de la moitié des circonscriptions bien qu'il soit minoritaire dans l'électorat.

Des élections réelles ont été ainsi biaisées, que ce soit involontairement ou non (ce qui fait rarement consensus). On peut, par exemple, citer les cas suivants :
- l'élection du gouverneur du Massachusetts en 1811, Elbridge Gerry, qui fut accusé d’avoir « dessiné » une circonscription en forme de salamandre afin de favoriser son parti, ce qui fut désigné par le néologisme gerrymandering ;
- les élections présidentielles américaines de 1876, 1888, 2000 et 2016 où les démocrates, bien que majoritaires dans l'électorat, furent battus à cause du découpage des États[note 2].

## Cas particuliers

### Aux États-Unis
Le gerrymandering est un terme politique nord-américain forgé en 1811 pour désigner le fait de découper volontairement les circonscriptions électorales de façon partisane en vue de donner l’avantage électoral à un parti, un candidat, ou un groupe donné.

### En Europe
Dans la plupart des pays européens, les élus sont désignés au scrutin proportionnel, ou selon un mécanisme de compensation. Il reste toutefois des moyens de disproportion tels que :
- l'introduction d'un seuil électoral ;
- le choix de la méthode de répartition ;
- le faible nombre de sièges ;
- le choix du nombre et de la taille des circonscriptions, ce qui crée des seuils électoraux de fait en certaines régions, sorte d'adaptation du découpage au scrutin proportionnel.

Deux pays laissent au gouvernement le soin de découper les circonscriptions :
- le Royaume-Uni, modèle d'un système de Westminster très lié à l'origine locale ;
- la France, qui sous les IIIe et Ve Républiques a généralement élu ses parlementaires et ses conseillers locaux au scrutin majoritaire à deux tours.

### En France

#### Scrutin législatif
En France, l'élection de la chambre basse se fait selon plusieurs systèmes : scrutin plurinominal majoritaire, scrutin proportionnel plurinominal ou scrutin de liste majoritaire dans le cadre de circonscriptions correspondant aux départements (eux-mêmes divisés en sous-circonscriptions dans quelques cas en 1919, 1924 et sous la Quatrième République) ; scrutin uninominal majoritaire à un ou deux tours sur la base de circonscriptions correspondant généralement à l'association de cantons, et souvent liées aux arrondissements avant 1940.
Ces changements réguliers de mode de scrutin associé aux désirs des gouvernements en place de favoriser leur camp aux élections suivantes ont conduit, dans le cadre des élections au scrutin uninominal, à des découpages et redécoupages réguliers depuis celui de 1820, sous la Seconde Restauration, qui, pour la première fois en Europe, était indépendant des divisions administratives préexistantes. Il y en eut un sous la monarchie de Juillet (1831), quatre sous Louis-Napoléon Bonaparte, devenu Napoléon III en décembre 1852 (1852, 1857, 1862 et 1867, soit un redécoupage important avant chaque élection), trois sous la Troisième République (1875, 1889, 1927) et trois sous la Cinquième République (1958, 1986 et 2010).
L'ensemble de ces découpages législatifs respectent le cadre départemental, avec un minimum de deux députés par circonscription métropolitaine de 1875 à 2012. L'égalité démographique entre départements urbains et ruraux a cependant souvent été mise à mal, tout comme les inégalités au sein des départements, en particulier entre circonscriptions rurales et urbaines, et ce jusqu'en 1986. En fonction de l’iniquité perçue des découpages, ceux-ci ont ainsi pu susciter de fortes critiques, en particulier en 1820-1821, sous le Second Empire, en 1958 et en 1986. L'empire colonial français puis la France d'Outre-mer ont par ailleurs été sous-représentés jusqu'aux élections de 1988, et les français de l'étranger n'ont élu leurs premiers représentants qu'à celles de 2012.

#### Scrutin sénatorial
- Décision 2003-475 du Conseil constitutionnel du 24 juillet 2003 : la nouvelle répartition des sièges au Sénat, selon un système par tranches, est justifiée, d'autant plus que, globalement, le nouveau découpage est un progrès, « pour regrettable » que la réforme ait omis de redécouper la Creuse et Paris.

#### Scrutins locaux
Les circonscriptions sont parfois appelées cantons ou arrondissements.
Déjà, le décret du 10 septembre 1926, réduisait le nombre d'arrondissements et les redécoupait non sans calcul politique.
Les scrutins locaux sont réformés en 2010, en vue de diviser par deux le nombre d'élus des départements et des régions. À compter de 2014, les conseillers généraux et régionaux devaient devenir des élus territoriaux, certains siégeant aux deux assemblées ; les cantons devaient alors être redécoupés. Le gouvernement Hollande revient sur cette mesure en 2013, mais entreprend tout de même un redécoupage des cantons, divisant leur nombre par deux (chacun élisant un homme et une femme afin de favoriser la parité); les élections départementales et régionales sont repoussées à 2015.